# Бочкарёв, Александр Архипович
Алекса́ндр Архи́пович Бочкарёв (1866—1934) — российский художник-иконописец.

## Биография
Родился 15 января 1866 года в городе Сызрани Российской империи, в семье потомственных иконописцев старообрядческого поморского согласия. Его отец Архип Афанасьевич (род. 1832 г.) имел иконописную мастерскую. 

В написании икон применял «темперную технологию» живописи, характерное отличие которой является стойкость и свежесть красок. Иконы, выполненные в греческом стиле письма, выделяются среди других одухотворенностью ликов святых.
Все работы Бочкарёва исполнены на кипарисовых ковчежных досках темперными красками по золоту.
В 1896 году на Новгородской выставке Бочкарёв был удостоен Похвальной грамоты от царя Николая II и своим творчеством прославил Сызрань на всю Россию и за её пределами. В том же году женился на дочери иконописца Попова Дарье Александровне. В семье было девять детей.
Участник I Всероссийского Поморского Собора 1909 года в Москве от Сызранского поморского общества.
До революции 1917 года и после неё Александр Архипович пишет иконы на заказ для церквей и горожан.
Арестован ОГПУ 6 ноября 1929 года. 7 февраля 1930 года тройка при ПП ОГПУ по Средне-Волжскому краю приговорила А. А, Бочкарёва к 3 годам заключения в концлагере по обвинению в антисоветской пропаганде (ст 58-10 УК РСФСР).  В 1932 году  сослан  на поселение под Архангельск. Иконы изымались и ими выстилали полы в конюшнях. Годы ссылки сильно подорвали здоровье Александра Архиповича. Вернувшись домой, он полгода проработал в художественной мастерской.
В конце XX века в Сызрани начала действовать культурно-просветительская общественная организация «Возрождение», которую благословил святейший Патриарх Московский и всея Руси Алексий II в октябре 1999 года во время своего визита в Самарскую область.